# Imidazoliny

Strukturní vzorce 2-, 3- a 4-imidazolinu

Podobnosti imidazolů a jejich redukovaných derivátů

Imidazoliny jsou skupinou heterocyklických sloučenin odvozených od imidazolů redukcí jedné z dvojných vazeb. Existují ve třech izomerech, kterými jsou 2-imidazolin, 3-imidazolin a 4-imidazolin. 2- a 3-imidazolin obsahují iminová centra, zatímco v molekule 4-imidazolinu se nachází alkenová skupina. 2-Imidazolinová skupina se vyskytuje v molekulách některých léčiv.